# Capparis atamisquea
Capparis atamisquea là một loài thực vật có hoa trong họ Capparaceae. Loài này được Kuntze mô tả khoa học đầu tiên năm 1898.